# Yquelon
Yquelon – miejscowość i gmina we Francji, w regionie Normandia, w departamencie Manche.
Według danych na rok 1990 gminę zamieszkiwało 718 osób, a gęstość zaludnienia wynosiła 336 osób/km² (wśród 1815 gmin Dolnej Normandii Yquelon plasuje się na 315. miejscu pod względem liczby ludności, natomiast pod względem powierzchni na miejscu 1088.).